# イオンタウン有松
イオンタウン有松（イオンタウンありまつ）は、愛知県名古屋市緑区のウインハート有松の中にあるイオンタウン株式会社が開発・運営を行っているショッピングセンターである。
2011年（平成23年）11月21日にSC名がイオン有松ショッピングセンターから現名称に変更された。

## 概要
名古屋市内にはイオンモールナゴヤドーム前・イオンモール熱田・イオンモール新瑞橋・イオンモール大高・mozoワンダーシティ・イオンモール名古屋茶屋・イオンタウン千種・イオンタウン名西などがあるが、それらを下回る規模のイオンショッピングセンターである。
テナントの撤退が相次いだために、2008年（平成20年）5月頃にフロアガイド上のキャッチコピーが、MaxValuと55の専門店から、MaxValuと50の専門店に変更された。2021年（令和3年）9月現在は、MaxValuと専門店街と表記されている。
事業計画は名古屋市で駅前再開発事業の一つとして建設された。当初はマイカルがサティを出店する予定だったが、マイカルグループの経営悪化によりイオン株式会社が他の事業と合せて契約を承継する形となった。しかし、当時のイオンが苦手とする駅前再開発型店舗でもあり、開発自体からの撤退を求めて名古屋市や市街地再開発組合と交渉したが開発分担金の問題をクリアできず、やむを得ず出店した（撤退交渉から出店に至る経緯はウインハート有松を参照）。
店舗1階はスーパーマーケットのマックスバリュ有松駅前店と11の専門店が出店している。2階には、名鉄名古屋本線 有松駅に直結している連絡通路がある。また、大垣共立銀行有松支店にも直結している（大垣共立銀行はイオン専門店街内ではなく、ウインハート有松オフィス棟内にある）。3階にはファニチャードームの跡地の一部に地域最大級の100円ショップダイソーがある。当初はエイデン、カメラのキタムラなども出店していたが、1年で閉店となった。4・5・6・屋上階は駐車場で880台まで収容可能である。自転車は450台まで収容可。
マックスバリュ有松駅前店の運営会社はマックスバリュ中京（2010年（平成22年）2月21日、イオンリテールより分社）であったため、名古屋市内の大半のマックスバリュを運営していたマックスバリュ中部が発行するマックスバリュポイントカード、及び、このポイントカードの特典として発行された「お買物割引券」は利用できなかったが、2013年（平成25年）3月1日に合併によりマックスバリュ中部の店舗になった。2019年（令和元年）9月1日以降はマックスバリュ東海の店舗となっている。
2011年（平成23年）11月21日をもって、当SCの名称がそれまでの「イオン有松ショッピングセンター」から「イオンタウン有松」に変更されるとともに、SCの管理・運営がイオンリテールからイオンタウンに移管されることとなった。

## 主要テナント

### 1階
- ウエルシア薬局
- コメダ珈琲店
- スガキヤ
- カラフルパーク
- UR賃貸ショップ

### 2階
- カフェ・ド・クリエ
- ハニーズ

### 3階
- ダイソー